# Plönjeshausen
Plönjeshausen (plattdeutsch: Plönjeshusen) ist ein Ortsteil der Stadt Bremervörde im niedersächsischen Landkreis Rotenburg (Wümme).

## Geographie
Plönjeshausen liegt etwa acht Kilometer südöstlich von Bremervörde an der Bever und dem Duxbach. Westlich, etwa 500 Meter entfernt, verläuft die B 71.
Nordöstlich, einen Kilometer entfernt, liegt das 121 ha große Naturschutzgebiet Beverner Wald.

## Geschichte
Die erste urkundliche Erwähnung des Namens Plönjeshausen datiert vom 10. Mai 1444, welches auch als Gründungsdatum angegeben wird.
Am 1. März 1974 wurde Plönjeshausen in die Stadt Bremervörde eingegliedert.

## Politik

### Ortsvorsteher
Ortsvorsteher ist Ralf Worringen. Stand 2013

### Wappen
In Rot oben vorn eine goldene Spitze und hinten ein silberner Bischofsstab.

## Religion
Plönjeshausen gehört zur Heilig-Kreuz-Kirchengemeinde, die ihren Sitz in Bevern hat.